# Пицале
Пица̀ле (на италиански: Pizzale; на ломбардски: Pissà, Писа) е село и община в Северна Италия, провинция Павия, регион Ломбардия. Разположено е на 78 m надморска височина. Населението на общината е 720 души (към 2017 г.).